# شوالیه و روز
شوالیه و روز (به انگلیسی: Knight and Day) فیلمی به کارگردانی جیمز منگولد محصول سال ۲۰۱۰ آمریکا است که از بازیگران اصلی آن می‌توان به تام کروز، کامرون دیاز، پیتر سارسگارد، جوردی مویا، ویولا دیویس، پل دانو، ویولا دیویس، پل دانو، مارک بلوکاس، مگی گریس، ریچ مانلی، داله دای، سلیا وستون، گل گدوت، فالک هنچل و جک اوکانل اشاره کرد.

## داستان
جون هیونز که از ویچیتا، کانزاس قطعات خودرو خریده و در راه بازگشت به بوستون است، در فرودگاه با روی میلر برخورد می‌کند و به پروازی بعدی منتقل می‌شود. جان فیتزجرالد، مأمور سیا، تصور می‌کند که جون با روی همکاری دارد و او را دوباره به همان پرواز بازمی‌گرداند.
وقتی جون در دستشویی هواپیماست، روی مسافران و خدمهٔ پرواز را که در واقع مأموران اعزام‌شده از سوی فیتزجرالد هستند، از پا درمی‌آورد و هواپیما را در مزرعه‌ای ذرت به زمین می‌نشاند. او جون شوکه‌شده را بی‌هوش می‌کند و هشدار می‌دهد که مأموران به‌زودی به‌دنبال او خواهند آمد. جون که در خانه‌اش بیدار می‌شود، برای مراسم عروسی خواهرش، آوریل، آماده می‌شود.
جون می‌فهمد که آوریل قصد دارد خودروی پونتیاک جی‌تی‌او مدل ۱۹۶۶ پدرشان را بفروشد؛ همان خودرویی که جون برای بازسازی‌اش به‌عنوان هدیهٔ عروسی برنامه‌ریزی کرده بود. مأموران به فرمان فیتزجرالد جون را سوار می‌کنند، اما روی سر می‌رسد و او را نجات می‌دهد، در حالی که در تعقیب‌وگریزی در بزرگراه، چندین مأمور را می‌کشد.
جون به دوست‌پسر سابقش، رادنی که آتش‌نشان است، پناه می‌برد. روی می‌رسد، وانمود می‌کند جون را گروگان گرفته و در این میان به رادنی شلیک می‌کند. سپس جون را قانع می‌کند که در کنارش امن‌تر است و فاش می‌کند که باتری‌ای به نام «زفیر» در اختیار دارد؛ یک باتری با انرژی همیشگی که او مأمور محافظت از مخترع آن، سایمون فک، بوده است، تا زمانی که فیتزجرالد تلاش می‌کند باتری را بدزدد و همه‌چیز را گردن روی بیندازد.
در بروکلین، جون و روی درمی‌یابند که فک پنهان شده، اما نشانه‌ای گذاشته که به آلپ اشاره دارد. مزدوران آنتونیو کوئینتانا، یک فروشندهٔ تسلیحات اسپانیایی، به آن‌ها حمله می‌کنند. جون دوباره بی‌هوش می‌شود و در حالتی نیمه‌هوشیار شاهد اسارت و سپس فرارشان به جزیره‌ای دورافتاده، محل پناه روی، است.
جون در تماس با خواهرش به‌طور تصادفی جایگاه‌شان را لو می‌دهد. کوئینتانا با یک پهپاد به آنجا حمله می‌کند و روی، برای مقابله با ترس جون از پرواز در بالگرد کوچک، او را بی‌هوش می‌کند.
جون در قطاری در اتریش بیدار می‌شود. روی با فک دیدار کرده و قاتلی به‌نام برنهارد، که کوئینتانا اجیر کرده، را می‌کشد. در زالتسبورگ، آن‌ها وارد هتلی می‌شوند و جون روی را دنبال می‌کند تا جلسه‌ای با نائومی، دستیار کوئینتانا، را ببیند؛ جایی که روی پیشنهاد فروش «زفیر» را می‌دهد.
فیتزجرالد و مدیر سیا، ایزابل جورج، جون را پیدا کرده و می‌گویند که روی از او در فرودگاه برای قاچاق باتری استفاده کرده است. جون که دل‌شکسته شده، آن‌ها را به هتل می‌برد. روی هنگام فرار از پشت‌بام‌ها تیر می‌خورد و همراه باتری به داخل رودخانه می‌افتد.
فک از بازداشت سیا توسط فیتزجرالد، که در واقع خیانت‌کار اصلی است، ربوده می‌شود تا به کوئینتانا در اسپانیا تحویل داده شود. جون به خانه بازمی‌گردد، در عروسی خواهرش شرکت می‌کند و سپس به آدرسی که روی زیر نظر داشت سر می‌زند و با والدین او دیدار می‌کند. او درمی‌یابد که نام واقعی روی، متیو نایت است.
والدین روی گمان می‌کنند که پسرشان که گروهبانی در ارتش آمریکا و پیشاهنگ عقاب بوده، در جنگ کشته شده و از برنده‌شدن در قرعه‌کشی‌هایی که اصلاً در آن‌ها شرکت نکرده‌اند، حیرت‌زده‌اند. جون پیامی بر دستگاه پیام‌گیرش می‌گذارد و اعلام می‌کند باتری «زفیر» را دارد. او توسط افراد کوئینتانا به سویل برده می‌شود.
جون که با نمونه‌ای از سرم راست‌گویی بی‌هوش شده، توضیح می‌دهد که معاملهٔ روی با کوئینتانا صرفاً برای جلب توجه سیا بوده تا جون به‌سلامت برای عروسی بازگردد. روی فیتزجرالد را ردگیری می‌کند، جون را نجات می‌دهد و کوئینتانا و افرادش را وارد تعقیب‌وگریز خیابانی می‌کند.
کوئینتانا بر اثر یورش گاوها کشته می‌شود. روی «زفیر» را در ازای آزادی فک به فیتزجرالد می‌دهد. اما فیتزجرالد همچنان به‌سوی فک شلیک می‌کند، ولی گلوله به روی می‌خورد. درست پس از آن‌که فک فاش می‌کند باتری ناپایدار است، «زفیر» منفجر می‌شود و فیتزجرالد را می‌کشد.
روی در بیمارستانی در واشینگتن، دی‌سی بستری است. جورج به او می‌گوید که جون از او گذشته و به سازمان خوش‌آمد می‌گوید. اما زبان رمزی جورج نشان می‌دهد که قرار است روی کشته شود. جون که خود را به‌جای پرستار جا زده، او را بی‌هوش می‌کند و از بیمارستان فراری می‌دهد. روی در پونتیاک بازسازی‌شده بیدار می‌شود و با هم راهی دماغه هورن می‌شوند. در همان حال، والدین روی هم به‌طور غیرمنتظره بلیت سفر به آنجا را دریافت می‌کنند.